# Castillo de Brokind

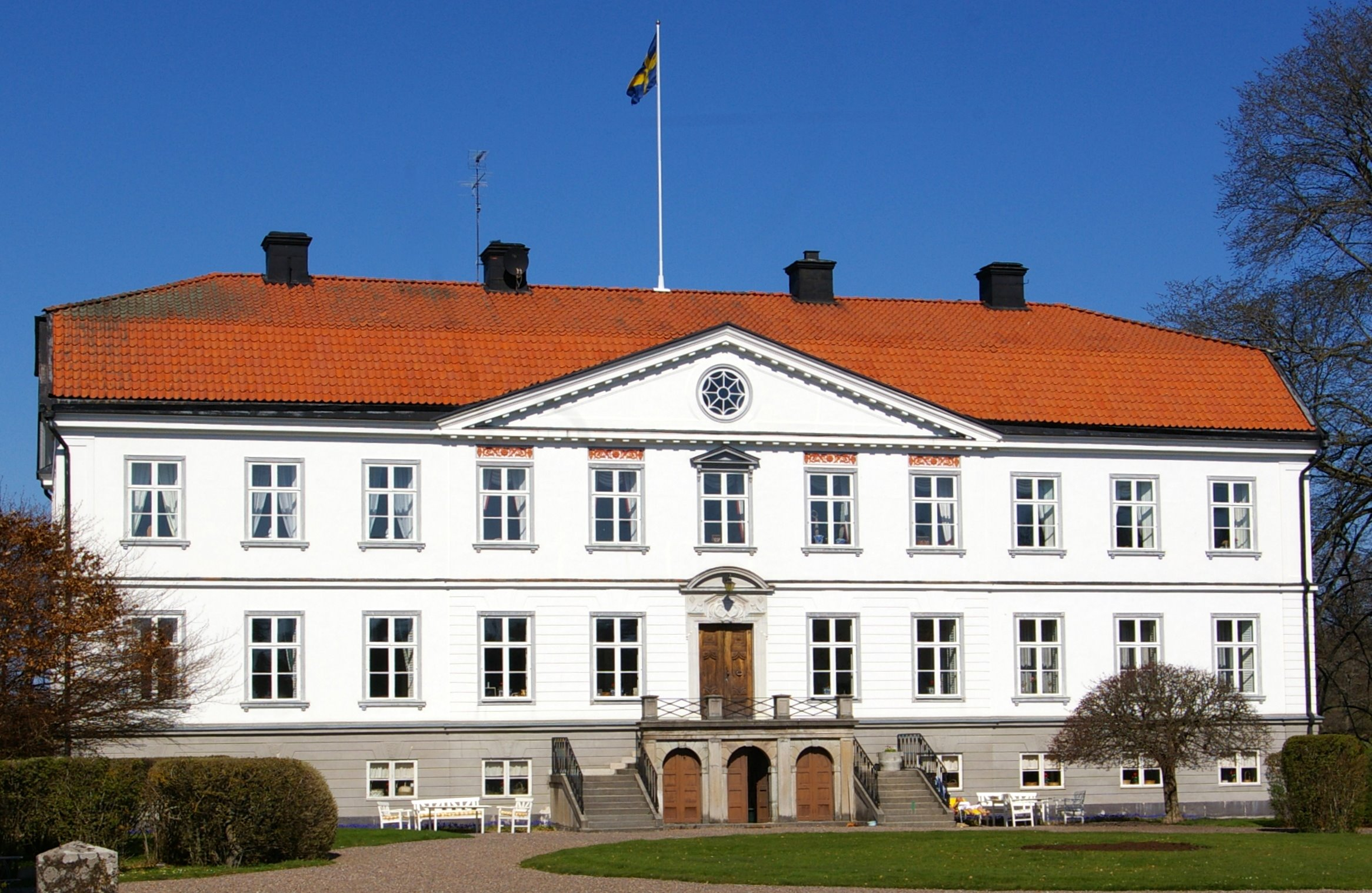
Castillo de Brokind

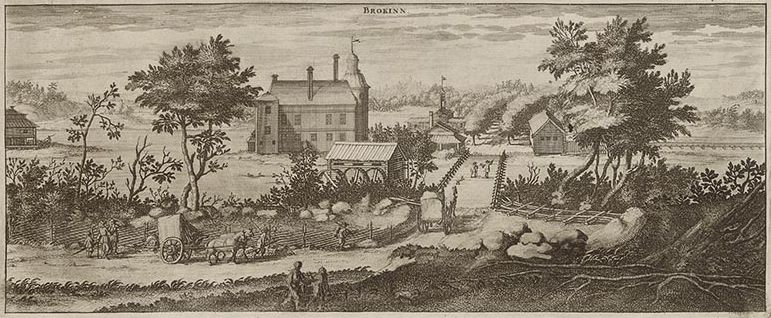
Brokind en torno a 1700 representado en la obra de Erik Dahlbergh Suecia antiqua et hodierna.

El Castillo de Brokind (Brokinds slott) es una casa señorial situada al sur de Linköping en  Östergötland, Suecia.

## Historia
Brokind fue registrado originalmente como un pueblo con el nombre de Broo antes de convertirse en una propiedad, que perteneció a la Casa de Bjelbo durante la Edad Media. Brokind fue originalmente el lugar de una fortaleza con una torre. Perteneció a Bo Jonsson (Grip) en el siglo XIV, y después a la familia Natt och Dag hasta 1706. Entre 1562 y 1586, fue administrada por la Baronesa Margareta Grip (1538-1586). 
Desde 1706 la finca ha sido propiedad de miembros de la familia Falkenberg. El actual edificio fue construido entre 1727-1731 por Anna Maria Falkenberg y reemplazó el castillo medieval que se incendió en 1726. Su exterior fue modificado en 1838 según los dibujos de Abraham Bengtsson Nyström (1789-1849).